# Erzsébet Viski
Erzsébet Viski (n. 22 februarie 1980, Vác, Pesta, Ungaria) este o caiacistă ce a reprezentat Ungaria, medaliată olimpică. A participat la 2 ediții ale Jocurilor Olimpice (2000, 2004) în care a câștigat două medalii de argint.